# Голяма палмова саламандра
Голямата палмова саламандра (Bolitoglossa dofleini) е вид земноводно от семейство Plethodontidae. Видът е почти застрашен от изчезване.

## Разпространение
Разпространен е в Белиз, Гватемала и Хондурас.